# Periżnia
Periżnia (ukr. Періжня) – przystanek kolejowy w pobliżu miejscowości Pyriżna, w rejonie podolskim, w obwodzie odeskim, na Ukrainie. Położony jest na linii Żmerynka – Odessa.